# Daniel Lacombe (rose)
'Daniel Lacombe' est un cultivar de rosier obtenu de semis par Gaston Allard, vice-président de la Société d'horticulture, à Angers, par le croisement du rosier polyantha alba plena sarmentosa et du Noisette 'Margaritta' et mis au commerce en novembre 1885 par Moreau-Robert d'Angers. Il est dédié à Daniel Lacombe, avocat à Nantes, beau-père de M. Allard.

## Description
Il s'agit d'un rosier sarmenteux très vigoureux, à bois lisse, donnant des rameaux atteignant jusqu'à 400 cm de hauteur. Ses fleurs moyennes et presque pleines (17-25 pétales) sont de couleur chamois légèrement nuancées de rose et palissant jusqu'au blanc au fur et à mesure. La floraison est abondante en juin et quelques fleurs peuvent apparaître à l'automne. Sa zone de rusticité est de 6b à 9b. Il est donc résistant aux hivers froids.
Cette variété est idéale pour garnir les tonnelles, guirlandes, palissades, etc., où il produit le meilleur effet.

## Descendance
Par croisement avec 'Crimson Rambler' (Turner, 1893), il a donné naissance à 'Leuchtstern' (Kiese & Schmidt, 1899), et par croisement avec 'Weißer Herumstreicher', il a donné naissance à 'Tausendschön' (Kiese & Schmidt, 1906).